# Peter Hurford
Peter Hurford OBE (Minehead, Somerset, 22 november 1930 - 3 maart 2019) was een Britse organist.

## Levensloop
Na zijn middelbareschooltijd aan Blundell's School in Tiverton (Devon) studeerde Hurford muziek en rechten aan Jesus College van de Universiteit van Cambridge. Hij verwierf een reputatie als musicoloog en als uitvoerend musicus op het orgel. Hij ging vervolgens in Parijs studeren bij de blinde organist André Marchal en legde zich toe op het barokrepertoire.
Hij werd vooral bekend als vertolker van het volledige orgelwerk van Bach, met opnamen op Decca en voor BBC Radio 3. Hij speelde ook veel muziek uit de romantiek, waarbij hij veel aandacht betoonde voor het stilistische detail. Zijn vertolkingen staan bekend om de klare articulatie, de expressiviteit en de tempovastheid. Tot zijn opnamen behoren ook de zes orgelconcerten op. 7 van Händel met het Concertgebouw Kamerorkest (1987).
Hurford werd in 1958 organist en koorleider van St Albans Cathedral. Hij bleef dit twintig jaar. In 1963 organiseerde hij een orgelconcours, deels om het nieuwe Harrison & Harrison-kerkorgel te verwelkomen dat hij samen met Ralph Downes had ontworpen. Het initiatief was succesvol door Hurfords groeiende bekendheid, ook internationaal, vooral door zijn frisse ideeën over de historische uitvoeringspraktijk. Aldus kreeg het St Albans International Organ Festival een wereldwijde reputatie, met winnaars die tot de grote namen van de orgelwereld zijn gaan behoren, onder wie Dame Gillian Weir, David Sanger, Thomas Trotter en Kevin Bowyer.
In 1970 was Hurford lid van de jury van het internationaal orgelconcours in het kader van het Festival Oude Muziek in Brugge. 
Hurford ontving verschillende eredoctoraten, was sinds 2006 een Honorary Fellow van Jesus College en kreeg een Order of the British Empire (OBE).
Vanaf 2008 had hij de ziekte van Alzheimer, waardoor hij in 2009 zijn concertactiviteiten beëindigde. Hij overleed op 88-jarige leeftijd in 2019.

## Publicatie
- Making Music on the Organ, Oxford University Press, 1998, ISBN 0-19-816207-3
- Hurford heeft heel wat liturgisch koormuziek gepubliceerd bij Novello en Oxford University Press.

## Composities
- 5 Short Chorale Preludes for Organ (1958)
- Suite 'Laudate Dominum' for Organ (1961)
- Two Dialogues for Organ (2002)
- De Litany to the Holy Spirit op een bekende tekst door Robert Herrick, wordt in de ganse wereld gezongen.